# ساگوارا
ساگوارا (به انگلیسی: Sagwara) یک منطقهٔ مسکونی در هند است که در بخش دونگرپور واقع شده‌است. ساگوارا ۳۰٬۰۰۰ نفر جمعیت دارد و ۲۴۴ متر بالاتر از سطح دریا واقع شده‌است.